# مؤسسة المواصفات والمقاييس (فلسطين)
مؤسسة المواصفات والمقاييس الفلسطينية هي مؤسسة حكومية فلسطينية تأسست في مدينة رام الله في عام 1994 بقرار صدر من الرئيس الراحل للسلطة الوطنية الفلسطينية ياسر عرفات بهدف رفع القدرة التنافسية للمنتج الفلسطيني عن طريق تأسيس وتطوير البنية التحتية والمعايير الخاصة بجودة المنتجات، وإرساء المبادئ العامة للحفاظ على صحة وسلامة المستهلك وحماية البيئة المحيطة به ووضع آليات ضبط السوق وتنظيم عمليات المنافسة، بالإضافة إلى نشر الوعي الاستهلاكي وتوثيق سبل التعاون والمشاركة البناءة بين المستهلكين وقطاع الأعمال، ورفع كفاءة أداء المؤسسات المختلفة. بدأت المؤسسة نشاطها الفعليّ في عام 1997 بموجب قانون المواصفات والمقاييس رقم 6/2000. تُعتبر مؤسسة المواصفات والمقاييس الفلسطينية مؤسسة حكومية ذات استقلال مالي وإداري، وتمثل الهيكل الوطني للمواصفات في فلسطين وتُعد بمثابة نقطة اتصال ما بين السوق الفلسطينية والبنية التحتية العالمية للجودة والمواصفات.

## المهام
يتمثل دور مؤسسة المواصفات والمقاييس الفلسطينية في إرساء ووضع المعايير اللازمة لرفع القدرة التنافسية للمنتج الفلسطيني وحماية صحة وسلامة المستهلك والحفاظ على البيئة المحيطة به بالإضافة إلى تيسير العمليات التجارية لتوفير منتج فلسطيني الصُنع يُمكن أن يُنافس، بل وبتفوق على مثيله الأجنبي في ظل النظام الدولي لمواصفات ومقاييس الجودة، ويكون ذلك عن طريق استخدام مواصفات فلسطينية تتناسب مع البنية التحتية الدولية للمعايير والمواصفات، إلى جانب توفير خدمات الفحص والتفتيش والقياس ومنح شهادات الجودة وعلامات المطابقة.
يُمكن تلخيص كافة المهام التي تقوم بها لحان المؤسسة المختلفة فيما يلي:
- تكون مهمة لجنة التعليمات الفنية الإلزامية هي وضع التعليمات الفنية الإلزامية بالتعاون مع الأجهزة الرقابية المختلفة.
- تعمل اللجان الفنية الدائمة على وضع المواصفات القياسية الفلسطينية، وتتألف هذه اللجان عادةً نت من ممثلين عن كافة قطاعات التجارة والصناعة، والمؤسسات العلمية، وجمعيات حماية المستهلك والبيئة، والهيئات الحكومية، في حين تقوم دائرة التوصيف بإعداد هذه المواصفات.
- تقوم لجان منح الشهادات المعتمدة في المؤسسة بمنح علامة الجودة الفلسطينية وعلامة الإشراف وشهادات المطابقة وشهادات الحلال.
- تضطلع المؤسسة بجميع المهام المتعلقة بالقياسات والمعايرة، وتتولى اللجان المعنية بالمؤسسة عمليات معايرة أدوات وأجهزة القياس المُستخدمة في المجالات القانونية والصناعية، للتأكد من دقة قياس الأجهزة والأدوات المستخدمة في التعاملات التي تهم المواطنين مثل: عدادات الوقود والأوزان وغيرها.
- تتولى لجنة الخدمات الفنية التابعة للمؤسسة عمليات التحقق من مطابقة البضائع والمنتجات المستوردة للمواصفات الفنية ومعايير الجودة المحلية عن طريق أخذ العينات وفحصها، كما تقدم المؤسسة خدمات الفحص لجميع أشكال المصنوعات والمنتجات الغذائية والكيميائية والإنشائية والهندسية المحلية.
- تجري المؤسسة فحوصات تشغيلية دورية لبعض العناصر الخدمية كالمصاعد، ومحطات الوقود، أنظمة الغاز المركزي وألعاب الأطفال.
- تقوم المؤسسة بالرد على الاستفسارات وتقديم كافة المعلومات اللازمة، والتي تتعلق بالتعليمات الفنية الإلزامية ومعايير مطابقة المواصفات الفلسطينية والدولية والإقليمية والأجنبية والعربية.
- تتولى المؤسسة مهام المصادقة على بطاقات بيانات السلع والمنتجات الغذائية والكيميائية ومواد البناء والأجهزة الكهربائية.ومُستحضرات التجميل
- يخضع جميع العاملين في المؤسسة بمن فيهم المشاركين في اللجان الفنية المختلفة والعاملين في المؤسسات العامة والخاصة لتدريبات مهنية مكثقفة بهدف رفع كفاءة العمل وتحسين سيرورته.

## الهيكل الإداري والتنظيمي
يتكون مجلس إدارة مؤسسة المواصفات والمقاييس الفلسطينية من عشرة أعضاء يمثلون القطاعين الخاص والعام بالإضافة الى المؤسسات الأكاديمية، ويترأس المجلس وزير الاقتصاد الوطني الفلسطيني، كما يشغل رئيس الاتحاد العام للصناعات الفلسطينية منصب نائب رئيس مجلس إدارة المؤسسة، و، بحكم القانون، يُكلف المدير العام للمؤسسة بمهام الإدارة، ويكون الأعضاء العشرة لمجلس إدارة المؤسسة هم:
- ممثل وزارة الصحة
- ممثل وزارة المالية
- ممثل وزارة الاشغال العامة والإسكان
- ممثل وزارة الزراعة
- ممثل سلطة جودة البيئة
- ممثل وزارة الاقتصاد الوطني
- ممثل اتحاد المقاولين
- ممثل نقابة المهندسين
- ممثل اتحاد الغرف التجارية
- ممثل الجامعات الفلسطينية

### أعضاء مجلس الإدارة الحاليون
يشغل وزير الاقتصاد الوطني الفلسطيني خالد العسيلي منصب مجلس إدارة مؤسسة المواصفات والمقاييس الفلسطينية في الوقت الحالي، ويشغل نور الدين عبد القادر جرادات رئيس الاتحاد العام للصناعات الفلسطينية منصب نائب رئيس مجلس إدارة المؤسسة، بينما يشغل المهندس حيدر رمضان حجه منصب مدير عام مؤسسة المواصفات والمقاييس الفلسطينية. ويتشكل مجلس إدارة المؤسسة في الوقت الحالي من الأعضاء الآتية أسماؤهم:
| اسم العضو            | الجهة                                    | الوظيفة                   |
| -------------------- | ---------------------------------------- | ------------------------- |
| ياسر احمد محمد بوزية | وزارة الصحة الفلسطينية                   | مدير عام                  |
| محمد نائل ربيع       | وزارة المالية الفلسطينية                 | مدير عام                  |
| م. لينا غازي السخن   | وزارة الاشغال العامة والإسكان الفلسطينية | مدير عام                  |
| طارق ابو لبن         | وزارة الزراعة الفلسطينية                 | مدير عام                  |
| زغلول سمحان          | سلطة جودة البيئة الفلسطينية              | وكيل                      |
| منال الدسوقي         | وزارة الاقتصاد الوطني الفلسطينية         | مدير عام                  |
| احمد خليل القاضي     | اتحاد المقاولين الفلسطينيين              | ممثل عن الاتحاد           |
| م. ناديه حبش         | نقابة المهندسين الفلسطينية               | نقيب المهندسين            |
| عمر هاشم             | اتحاد الغرف التجارية الفلسطينية          | رئيس اتحاد الغرف التجارية |
| أحمد عثمان           | ممثل الجامعات الفلسطينية                 | ممثل الجامعات الفلسطينية  |

### لجنة التعليمات الفنية
أنشئت لجنة التعليمات الفنية الإلزامية بموجب قانون مؤسسة المواصفات والمقاييس الفلسطينية رقم (6) للعام 2000 ومهمتها الرئيسية هي إصدار وثيقة التعليمات الفنية الإلزامية والتي تحدد خصائص المنتجات أو العمليات المرتبطة بها والتي يكون الالتزام بها إجباريا، كما يمكن أن تتضمن أو تتناول المصطلحات الفنية أو الرموز أو التغليف، أو تحديد السمات المميزة، أو متطلبات إعداد بطاقة البيان بما ينطبق على المنتج، أو طريقة الإنتاج، فلا يجوز استيراد أي سلعة أو مادة وإدخالها إلى فلسطين أو إنتاجها فيها ما لم تكن مطابقة لمتطلبات المواصفة المحددة في التعليمات الفنية الإلزامية لتلك السلعة.
تكمن أهمية التعليميات الفنية في حماية صحة وسلامة وبيئة المستهلك وحمايته من الغش والتضليل، وتتيح هذه التعليمات وضع أسس للمنافسة العادلة بين الصانعين أو الموردين أو مقدمي الخدمات، ونظرًا لكونها إلزامية، فلا يجوز استيراد أية سلعة أو مادة في فلسطين ما لم تكن مطابقة لمتطلبات التعليمات الفنية الإلزامية التي تخضع لها هذه السلعة أو المادة.
تمر التعليمات بإجراءات عديدة قبل اعتمادها من الوزير المختص أو جهة الاختصاص ورئيس مجلس إدارة المؤسسة بدءًا من تقديم الجهة المعنية طلبا لعمل تعليمات فنية الزامية الى مؤسسة المواصفات والمقاييس، يقوم بموجبها رئيس لجنة التعليمات الفنية الزامية ومن خلال اللجنة الرئيسية للتعليمات الفنية الزامية بدراسة الطلب المقدم وادراجه على خطة العمل ومن ثم تشكيل مجموعة عمل خاصة من الجهات ذات الاختصاص تعمل على صياغة التعليمات الفنية الخاصة بالطلب المقدم من خلال اجتماعات تعقدها وعند الانتهاء من الصياغة يتم رفعها بشكل مسودة نهائية الى اللجنة الرئيسية للموافقة عليها ومن ثم رفعها الى مدير عام المؤسسة، الذي بدوره يرفعها الى كل من معالي الوزير المختص ورئيس مجلس ادارة المؤسسة لاعتمادها ومن ثم يتم تعميمها لتدخل بذلك حيز التنفيذ ولرئيس المؤسسة بالتنسيق مع الوزير المختص أن يعفي أي سلعة من أحكام هذه المادة في حالات خاصة.
ويترتب على الوزارات والدوائر الحكومية والمؤسسات الرسمية العامة ومجالس الهيئات المحلية التقيد في أعمالها ومشاريعها ووثائق العطاءات الخاصة بها والمشتريات الخاصة بها من سلع ومواد وخدمات بالمواصفات والمقاييس الفلسطينية كحد أدنى لجودتها وعلى أصحاب المصانع المحلية القائمة التقيد بالتعليمات الفنية الإلزامية للسلع والمواد التي تنتجها وفي جميع مراحل العملية الانتاجية.
وتتألف لجنة التعليمات من تسع مجموعات عمل فعالة على النحو التالي:
| اسم المجموعة                                         | تاريخ التشكيل        |
| ---------------------------------------------------- | -------------------- |
| مجموعة العمل الخاصة بالأغذية                         | 18 يونيو/حزيران 2012 |
| مجموعة العمل الخاصة بالوقود                          | 18 يونيو/حزيران 2012 |
| مجموعة العمل الخاصة بالمياه                          | 18 يونيو/حزيران 2012 |
| مجموعة العمل الخاصة بالمياه العادمة المعالجة         | 18 يونيو/حزيران 2012 |
| مجموعة العمل الخاصة بالتغذية                         | 18 يونيو/حزيران 2012 |
| مجموعة العمل الخاصة بالتغذية                         | 18 يونيو/حزيران 2012 |
| مجموعة العمل الخاصة بالأسمدة                         | 18 يونيو/حزيران 2012 |
| مجموعة العمل الخاصة بالمواد والأدوات الملامسة للغذاء | 18 يونيو/حزيران 2012 |
| مجموعة العمل الخاصة بالمنتجات الهندسية               | 18 يونيو/حزيران 2012 |

## القوانين المنظمة
تعمل مرسسة المواصفات والمقاييس الفلسطينية في الوقت الحالي بموجب قانون المواصفات والمقاييس رقم 6 والصادر في عام 2000. تمكنت المؤسسة كذلك من وضع عدد من السياسات المنظمة لعملها مثل تعليمات اعداد المواصفات، ومنح علامات المطابقة، وفحص أنظمة القياس وغيرها من السياسات، وقد اعتمد مجلس الوزراء السياسة الوطنية للجودة في عام 2014 بالتعاون مع معهد المترولوجيا وبدعم من وزارة الفيدرالية للتعاون الاقتصادي والتنمية الالمانية وبتنفيذ .
وبناء على السياسة الوطنية للجودة تم نقل خدمات الاعتماد من المؤسسة لوزارة الاقتصاد الوطني، كما وضعت خطة لنقل التعليمات الفنية الالزامية لوزارة الاقتصاد والوزارات ذات العلاقة كما تعنى الخطة بتطوير خدمات المؤسسة لتكون حسب الممارسات الدولية وتساعد في تطوير الصادرات الفلسطينية ورفع قدرتها التنافسية.

## الفروع
يقع المقر الرئيسي لمؤسسة المواصفات والمقاييس الفلسطينية في مدينة رام الله، كما تمتلك المؤسسة فروعًا لها في ثلاث مناطق أخرى في أنحاء الضفة الغربية وقطاع غزة وهي: نابلس، والخليل، وغزة.

### مكتب نابلس
يخدم مكتب مؤسسة المواصفات والمقاييس الواقع في مدينة نابلس المدن والمحافظات الواقعة ضمن منطقة شمال فلسطين، ويعتبر أحد الأذرع التنفيذية الفعالة للمؤسسة إذ يقوم بتقديم الخدمات للقطاعين العام والخاص والقطاع الأكاديمي عبر تواصله مع فرع المؤسسة الرئيسي في رام الله. تتولى المهندسة عبير ابو حجلة الإشراف على المكتب اداريا وفنيا مدير المكتب، ويضم المكتب كل من دائرة الخدمات الفنية، ودائرة القياس الوطني، وقسم الشؤون المالية والإدارية.
يقوم المكتب بإنجاز العديد من المهام تتمثل بتنفيذ برامج الفحص الخاصة بعلامات الجوده والاشراف وعلامة المنتوجات الآمنة كيماويا وعلامة البال غاب، كما يقوم المكتب بالمشاركة في التدقيق على أنظمة الجوده والحلال ونظام البال غاب وتقييم سجلات المزارعين بخصوص المنتوجات الآمنة كيماويا، كما يقوم أيضًا بإجراء الفحوصات الخاصة لمنتوجات الدهان والألمنيوم والتنك والكرتون والباطون والانابيب الاسمنتية والحلقات الدائرية والمخروطية الاسمنتية لغرف التفتيش وغيرها، ويقوم بمتابعة شهادات المطابقة للمنتوجات المختلفة كأبواب الحريق وخزانات الغاز المركزي وغيرها، بالاضافة الى متابعة فحوصات مطابقة المستوردات والأنظمة التشغيلية كتمديدات الغاز المركزي. كذلك يقوم المكتب بتنفيذ برامج التحقق والمعايرة لكل من محطات الوقود وصهاريج الغاز وموازين الذهب والموازين التجارية والمعبأ والمغلف وأجهزة القياس للمصانع والمختبرات، ومن المهام التي يقوم بها مكتب نابلس أيضا بيع المواصفات والمصادقة على بطاقات البيان.
يُمثل المكتب مؤسسة المواصفات والمقاييس الفلسطينية في اجتماعات المجلس التنفيذي ولجنة الصحة والسلامة العامة في محافظة نابلس والاجتماعات والندوات والورشات في منطقة الشمال، وهو عضو فعال في اللجان الاستشاريه لقسم الهندسة الكيماوية ومركز التدريب العملي في جامعة النجاح وعضو في لجنة الخطة الاستراتيجية لبلدية نابلس، كما يشرف المكتب على تدريب طلبة الجامعات ويشارك في إقامة الورشات والأنشطة التوعوية لطلبة المدارس.

### مكتب الخليل
يقوم مكتب مؤسسة المواصفات والمقاييس الفلسطينية في مدينة الخليل بعدة نشاطات ضمن اعمال المؤسسة بشكل عام في منطقتي الخليل وبيت لحم ومنها:
- متابعة المصانع الحاصلة على علامة الجودة والاشراف الفلسطينية وأخذ العينات واجراء الفحوصات والتدقيق اللازم على انظمة الجودة في حوالي 41 مصنع وشركة.
- فحص الانظمة التشغيلية من مصاعد وغاز مركزي، وأنظمة مدن الملاهي لمنح التراخيص المطلوبة لها، ولقد قام المكتب بمتابعة 20 خزان غاز مركزي في عام 2016.
- المعايرة الدورية لمحطات الوقود في محافظة الخليل وبيت لحم، والتي يصل عددها إلى 66 محطة بواقع 812 مظخة محروقات، و106 ميزان ذهب.
- متابعة فحوصات المطابقة والتفتيش على المنتجات والمواد المستوردة.
- المشاركة في المشاريع والدورات والمؤتمرات ذات الصلة التي تعقدها المؤسسة أو جهات اخرى، فقد شارك المكتب على سبيل المثال في تدريب المدربين على الائر البيئي و البصمة المائية.

يتولي المهندس هيثم ابو ريان إدارة مكتب المؤسسة في مدينة الخليل في الوقت الحالي إلى جانب طاقم فني واداري يتألف من 9 موظفين.

### مكتب غزة
يقع مكتب مؤسسة المواصفات والمقاييس الفلسطينية في غزة بمنطقة تل الهوى في جنوب قطاع غزة، ويعمل على تقديم الخدمات للقطاع الخاص والعام والاكاديمي عبر تواصله مع المؤسسة، ويقوم المكتب بمتابعة تنفيذ برامج الفحص الخاصة بشهادات الجودة والاشراف والتدقيق على أنظمة الجودة الخاصة بالمصانع الحاصلة على علامات المؤسسة ويقوم باجراء المعايرة القانونية لكل من صهاريج ومحطات الوقود، وموازين الذهب وكذلك اجراء فحوصات الدهانات والالومنيوم، والباطون والانابيب الاسمنتية، وبيع المواصفات ومصادقة بطاقات البيان والكشف على المنتجات والمواد المستوردة والملاهي وتمديدات الغاز المركزي.

## الخدمات
تُقدم مؤسسة المواصفات والمقاييس مجموعة من الخدمات من بينها:

### خدمات منح وتجديد الشهادات
- منح وتجديد شهادات الجودة: تضمن شهادة الجودة للمستهلك أن المنتجات والخدمات المختلفة قد تم تصنيعها وفقًا لمعايير إنتاجية وصناعية عالية الكفاءة، كما أنها تحقق المبادئ العامة للصحة والسلامة العامة وتلتزم بالمواصفات الفنية والقوانين والإرشادات الفلسطينية الملزمة.
- منح وتجديد شهادات الإشراف: تُعتبر شهادات الإشراف أحد العوامل التي يُمكن أن تضمن للمُستهلك إلتزام الجهات المُصنعة للمنتج أو الخدمة بالمواصفات الفنية وبمعايير التصنيع الفلسطينية الملزمة من بين عدة امتيازات سوقية أخرى يُمكن أن توفرها شهادات الإشراف للقائمين على صناعة المنتج.
- منح وتجديد شهادة الحلال: تُعد شهادة الحلال بمثابة نظام معمول به في عدد من الدول الإسلامية لكي تضمن للمُستهلك أن منتجًا أو خدمة ما، يتوافق مع معايير الشريعة الاسلامية، وتثستخدم في أغلب الحالات مع المنتجات والسلع والمواد الغذائية السلامة الغذائية لضمان معايير مثل الذبح الإسلامي والخلو من المواد الكحولية والمواد المُستخرجة من الخنزير وما إلى ذلك، وتُعد مؤسسة المواصفات والمقاييس الفلسطينية هي الجهة المخول لها منح مثل تلك الشهادة لكُلّ منتج على حدة بعد أن يخضع لرقابة صارمة على عملية الإنتاج وفحوص معملية دقيقة للمنتج النهائي.
- منح شهادة مطابقة الصادرات: تحتاج جميع الشركات والجهات التي تسعى لتصدير منتجاتها إلى خارج الأراضي الفلسطينية للحصول على شهادة خاصّة تُفيد بأن منتجاتها تُحقّق مجموعة شروط معايير جودة المنتج الوطني الذي يُمكن أن يُنافس بقوة مثيله في الخارج. تُفيد مثل هذه الشهادة أيضًا بحصول المنتج على شهادات الجودة او الإشراف من عدمه وتُعد مؤسسة المواصفات والمقاييس هي الجهة الرسمية في فلسطين لإصدار شهادات مطابقة الصادرات.
- منح شهادات الخدمات
- شهادات الأفراد
- شهادات عسل النحل
- شهادات نظم الادارة

### خدمات مختبرات المعايرة
- معايرة الموازين التجارية: تضطلع مؤسسة المواصفات والمقاييس بمهمة فحص ومعايرة الموازين والمكاييل التجارية المستخدمة في المصانع والمختبرات والأسواق المحلية لضمان الحصول على نتائج قياس دقيقة مما ينعكس على جودة وكفاءة المنتج أو الخدمة النهائية التي تُقدم للمُستهلك.
- معايرة اجهزة قياس قوى الشد والضغط للمواد: تُعتبر عملية معايرة اجهزة قياس قوى الشد والضغط المستخدمة في المصانع والمختبرات شرطًا رئيسيًّا لحصول هذه الجهات على التصاريح والأذونات اللازمة لمزاولة النشاط الصناعي أو الخدمي، وتتولي مؤسسة المواصفات والمقاييس في فلسطين إجراء هذا النوع من عمليات المعايرة بناءًا على طلبات تقدمها الجهة المنتجة أو المقدمة للخدمة مقابل رسوم محددة.
- معايرة مضخات الوقود: تقوم المؤسسة بإجراء معايرة دورية لمضخات الوقود بموجب القوانين المعنية كشرط اجباري للسماح بتشغيل محات الوقود والمصانع والخزانات والمنشآت التي تستخدم مضخات للوقود مقابل رسوم محددة.
- معايرة موازين الذهب: تُعتبر عملية المعايرة الدورية الإجبارية لموازين الذهب المستخدمة في المصانع ومتاجر بيع الذهب شرطًا رئيسيًّا لحصول هذه المنشآت على التصاريح والأذونات اللازمة لمزاولة النشاط الصناعي أو التجاري، وتتولي مؤسسة المواصفات والمقاييس في فلسطين إجراء هذا النوع من عمليات المعايرة بناءًا على طلبات تقدمها الجهة المنتجة أو المقدمة للخدمة مقابل رسوم محددة.
- معايرة كتل الاوزان: تُعتبر عملية معايرة كتل الاوزان المستخدمة في المصانع والمختبرات شرطًا رئيسيًّا لحصول هذه الجهات على التصاريح والأذونات اللازمة لمزاولة النشاط الصناعي أو الخدمي، وتتولي مؤسسة المواصفات والمقاييس في فلسطين إجراء هذا النوع من عمليات المعايرة بناءًا على طلبات تقدمها الجهة المنتجة أو المقدمة للخدمة مقابل رسوم محددة.
- معايرة موازين الحرارة: تُعتبر معايرة موازين الحرارة في الأفران والثلاجات، والمجمدات، والأحواض المائية، والحاضنات، والمعقمات المستخدمة في المصانع والمختبرات شرطًا رئيسيًّا لحصول هذه الجهات على التصاريح والأذونات اللازمة لمزاولة النشاط الصناعي أو الخدمي، وتتولي مؤسسة المواصفات والمقاييس في فلسطين إجراء هذا النوع من عمليات المعايرة بناءًا على طلبات تقدمها الجهة المنتجة أو المقدمة للخدمة مقابل رسوم محددة.
- معايرة قطع طولية (طقم): معايرة   تُعتبر عملية معايرة القطع الطولية المستخدمة في المصانع والمختبرات شرطًا رئيسيًّا لحصول هذه الجهات على التصاريح والأذونات اللازمة لمزاولة النشاط الصناعي أو الخدمي، وتتولي مؤسسة المواصفات والمقاييس في فلسطين إجراء هذا النوع من عمليات المعايرة بناءًا على طلبات تقدمها الجهة المنتجة أو المقدمة للخدمة مقابل رسوم محددة.
- معايرة صهاريج الوقود
- معايرة الاطوال (ميكروميتر)
- معايرة مؤشرات قياس الضغط
- معايرة الاطوال

### خدمات مختبرات الفحص
- مختبر الاسمنت
- مختبر المواد
- مختبر الكهرباء

### خدمات مختبر الزيت
- شهادات مطابقة الزيت: تُعتبر شهادة مطابقة الزيت وثيقة ضرورية لضمان جودة زيت الزيتون الفلسطيني وتمييزه عن الزيوت المقلدة رديئة الصنع التي تدخل إلى السوق الفلسطينية أو تُصدر للخارج بصورة غير شرعية.
- مسابقة زيت الزيتون السنوية: تنظم مؤسسة المواصفات والمقاييس الفلسطينية مسابقة سنوية لزيت الزيتون الذهبي بشكل سنوي في إطار تشجيع الإنتاج المحلي من زيت الزيتون البكر الممتاز ورفع جودته وكفاءته بما يتيح له الفرصة للمنافسة في السوق العربية والعالمية.

### خدمات الفحص والتفتيش
- فحص تشغيل الغاز المركزي: يُشترط حصول المنشآت التي تستخدم أنظمة الغاز المركزي قبل التشغيل الأول لها على شهادة تُفيد بصلاحية هذه الأنظمة ومطابقتها للمعايير والمواصفات المُحددة بعد أن تتجاوز سلسلة من الاختبارات ومراحل وعمليات الفحص، وهو الدور الذي تقوم به مؤسسة المواصفات والمقاييس الفلسطينية بالتعاون مع الجهات المعنية لضمان سلامة العامل البشري والممتلكات المادية الموجودة في مثل تلك المنشآت.
- فحص تشغيل الألعاب الترفيهية: يُشترط حصول الألعاب والمنشآت الترفيهية قبل التشغيل الأول لها على شهادة تُفيد بصلاحيتها للعمل بعد أن تتجاوز سلسلة من الاختبارات ومراحل وعمليات الفحص، وهو الدور الذي تقوم به مؤسسة المواصفات والمقاييس الفلسطينية بناءًا على طلب ترفعه الجهة المالكة أو المقدمة للخدمة.
- فحص تشغيل المصاعد: تُعتبر مؤسسة المواصفات والمقاييس الفلسطينية هي الجهة التي تضطلع بمهام فحص المصاعد والروافع الكهربائية قبل التشغيل الأول لها لضمان أمان وسلامة مُستخدميها في أي وقت من التشغيل.
- فحص تشغيل محطات الوقود: من الضروري أن يتم فحص متطلبات ومهمات السلامة والصحة المهنية والصحة العامة قبل التشغيل الأول لمحطات الوقود، وتكون مؤسسة المواصفات والمقاييس هي من يتولى عمليات فحص ما قبل التشغيل من خلال فرق متخصصة ومدربة بكفاءة عالية في المجالات المعنية.
- المصادقة على بطاقات البيان: تتولى لجنة بطاقة البيان التابعة لمؤسسة المواصفات والمقاييس الفلسينية فحص ومراجعة طلبات إصدار بطاقات البيان للسلع والمنتجات التي يتم إنتاجها محليا والمستوردة من الخارج على السواء قبل إدخالها إلى السوق الفلسطيني، ومن ثم تقوم بإصدار بطاقات البيان للمنتجات التي تتوافق مع المعايير وتفي بالاشتراطات المحددة.
- شهادات مطابقة الوجبات: تضمن شهادة مطابقة الوجبات مدى التزام السلع والمنتجات الغذائية وما شابهها بمبادئ السلامة والصحة العامة عند استيرادها من الخارج وإدخالها إلى السوق المحلي.
- شهادة مطابقة المستوردات: تُشبه هذه الشهادة إلى حد كبير شهادة مطابقة الصادرات وتهدف لحماية المستهلك الفلسطيني وضمان حصوله على مُنتج مُستورد من الخارج يفي بكافة معايير السلامة ومُتطلبات ومبادئ الصحة العامة. تُعتبر مؤسسة المواصفات والمقاييس الفلسطينية هي الجهة المخول لها إصدار شهادات مطابقة المستوردات في فلسطين، وتُعدّ هذه الوثيقة ضرورية لأيّ منتج يتمّ استيراده من خارج الأراضي الفلسطينية قبل إدخاله للسوق المحلية في البلاد.
- شهادات مطابقة العينات: تتولى مؤسسة المواصفات والمقاييس الفلسطينية عمليات فحص مدى مطابقة المنتجات والسلع لمعايير الجودة ومبادئ السلامة والصحة العامة في حال طلب المستهلك ذلك أو طلبته إحدى الجهات القضائية أو الجهة المنتجة أو التي قامت باستيرادها وإدخال المنتج إلى فلسطين بهدف التأكد من سلامة المنتج ومطابقته للمواصفات المحلية والدولية.

### خدمات التوصيف
- طلبات اعداد المواصفات: تُشرف مؤسسة المواصفات والمقاييس الفلسطينية على فحص ومُراجعة طلبات إعداد المواصفات الفلسطينية والدولية.
- طلبات تعديل المواصفات: تُتيح مؤسسة المواصفات والمقاييس الفلسطينية للمُستفيدين تقديم طلبات بتعديل المواصفات الفلسطينية المعمول بها وفقًا للوائح والأكواد الوطنية.
- بيع المواصفات: تقوم مؤسسة المواصفات والمقاييس الفلسطينية ببيع المراجع والأكواد والنصوص القانونية التي تُحدد المعايير والمواصفات الفلسطينية والدولية لمختلف الأطراف الراغبة في ذلك.

## نظام المترولوجيا في فلسطين
يُشير مُصطلح المترولوجبا أو علم القياس إلى جميع الأنشطة المتعلقة بفحص وتطوير أدوات القياس المرجعية المُستخدمة في مختلف المجالات بهدف الـتأكد من صحة ودقة عمل أجهزة القياس المستخدمة في شتى نواحي الحياة، ووضع آلية دائمة تضمن الحصول على نتائج قياس دقيقة من خلال إجراء عمليات معايرة دورية تهدف لتحقيق مستويات عالية من جودة للمنتجات والخدمات في جميع مجالات الحياة. يساهم هذا بصورة فعالة في تطوير الإقتصاد، مما دفع حكومة السلطة الوطنية الفلسطينية للاهتمام بشكل خاص بعلوم القياس وبمسألة جودة ومواصفات السلع والمنتجات والخدمات وإنشاء مؤسسة المواصفات والمقاييس الفلسطينية المخول لها إدارة جميع الأنشطة التي تتعلق بإعداد نظامًا وطنيًّا للقياس، وقد اعتمد مجلس الوزراء الفلسطيني هذا النظام بالفعل في عام 2003،
قامت المؤسسة أيضًا بإنشاء هيئة مديرية القياس الوطني التي تتولى الإشراف على تنفيذ جميع الأنشطة العلمية والصناعية والقانونية المتعلقة بعلم القياس في فلسطين بما يتواءم مع المعايير العالمية والإقليمية.
يُمكن تصنيف مجالات علم القياس الى ما يلي:
- علم القياس الصناعي: وهو العلم الذي يختص بوضع معايير جودة المنتجات والخدمات المختلفة.
- علم القياس القانوني: وهو العلم الذي يختص بوضع معايير حماية المستهلك وضمان الشفافية في التعاملات التجارية.
- علم القياس العلمي: وهو العلم الذي يختص بوضع وتطوير ومعايرة وحفظ المعايير المرجعية.